# روابط ناتو و روسیه
روابط بین اتحاد نظامی ناتو و فدراسیون روسیه در سال ۱۹۹۱ در چارچوب شورای همکاری آتلانتیک شمالی برقرار شد. در سال ۱۹۹۴، روسیه به برنامه مشارکت برای صلح ملحق شد و در ۲۷ مه ۱۹۹۷، قانون تأسیس ناتو-روسیه (NRFA) در اجلاس سران ناتو پاریس در سال ۱۹۹۷ در فرانسه امضا شد که امکان ایجاد شورای مشترک دائمی ناتو و روسیه (NRPJC) را فراهم کرد. در اوایل دهه ۲۰۱۰، ناتو و روسیه چندین قرارداد اضافی در زمینه همکاری امضا کردند. شورای مشترک دائمی ناتو و روسیه در سال ۲۰۰۲ توسط شورای ناتو-روسیه (NRC) جایگزین شد، که در تلاش برای مشارکت در مسائل امنیتی و پروژه‌های مشترک با یکدیگر تأسیس شد.
به دلیل تهاجم روسیه به اوکراین در سال ۲۰۲۲، پس از اعمال تحریم‌های ائتلاف نظامی ناتو علیه روسیه، روابط بسیار متشنج شد. روسیه تمامی کشورهای عضو ناتو ( به جز ترکیه) را به همراه تایوان، ژاپن، کره جنوبی، سنگاپور، ایالات متحده، کانادا، استرالیا، نیوزیلند، سوئیس، میکرونزی و اوکراین در فهرست «کشورهای غیردوست» قرار داد.
علی‌رغم تلاش‌ها برای تشکیل انجمن‌هایی که همکاری بین روسیه و ناتو را ارتقا می‌دهند، روابط از سال ۲۰۲۳ به دلیل درگیری‌های پس از فروپاشی شوروی و اختلافات ارضی مربوط به روسیه، از جمله آذربایجان (1990-1994)، مولداوی (۱۹۹۲–اکنون) ; گرجستان (۲۰۰۴–اکنون)؛ لیتوانی (۲۰۰۶)؛ استونی (۲۰۰۶–۲۰۰۷)؛ لهستان (۲۰۰۶–اکنون)؛ بلاروس (۲۰۰۷) ; اوکراین (۲۰۱۴–اکنون)؛ سوریه (۲۰۱۵–اکنون)؛ ترکیه (۲۰۱۵–۲۰۱۶)؛ قزاقستان (2021–2022) و ارمنستان (2022) به شدت متشنج شده‌است.
روابط روسیه و ناتو پس از انقلاب نارنجی اوکراین در سال ۲۰۰۴–۲۰۰۵ و جنگ روسیه و گرجستان در سال ۲۰۰۸ به شدت رو به وخامت گذاشت. در ۱ آوریل ۲۰۱۴، ناتو به اتفاق آرا تصمیم به تعلیق همه همکاری‌های عملی در پاسخ به الحاق کریمه به روسیه گرفت. در اکتبر ۲۰۲۱، به دنبال حادثه ای که در آن ناتو هشت مقام روسی را از مقر خود در بروکسل اخراج کرد، روسیه مأموریت خود را در ناتو به حالت تعلیق درآورد و دستور بسته شدن دفتر ناتو در مسکو را صادر کرد.
تهاجم روسیه به اوکراین باعث فروپاشی روابط ناتو و روسیه به پایین‌ترین حد از پایان جنگ سرد شده‌است. نشست سال ۲۰۲۲ ناتو در مادرید روسیه را «یک تهدید مستقیم برای امنیت یورو آتلانتیک» اعلام کرد و شورای ناتو-روسیه منحل اعلام شد. اگرچه مقامات فدراسیون روسیه همواره تاکید کرده‌اند که با کل ناتو و غرب «در حال جنگ» هستند، ناتو مدعی است که تمرکزش بر کمک به اوکراین برای دفاع از خود است و نه مبارزه با روسیه.